# Yuta Kubo
Yuta Kubo (jap. 久保 優太 Kubo Yuta; ur. 19 października 1987 w Tachikawie) – japoński kick-boxer,  zawodowy mistrz świata ISKA w wadze lekko półśredniej (2012), zwycięzca turnieju Glory 65 kg Slam Tournament z 2013 oraz mistrz K-1 w wadze półśredniej (2017).
Od 19 września 2021 walczy w MMA dla japońskiej organizacji Rizin FF.

## Kariera sportowa
Zawodowo zadebiutował w 2005. Po serii zwycięstw 18 marca 2007 został mistrzem krajowej federacji NJKF w wadze piórkowej po pokonaniu Nobuhiro Iwai'a. 13 lipca 2007 w Phuket pokonał zawodnika gospodarzy, Taja Chaichana Patong Gym przez nokaut zdobywając pas mistrza świata WPMO w kategorii super piórkowej. W 2010 zadebiutował w K-1 podczas japońskich eliminacji do turnieju K-1 World MAX, ostatecznie dochodząc do finału turnieju (5 lipca) gdzie przegrał z Tetsuyą Yamato przez nokaut po prawym sierpowym. Rok później 25 czerwca 2011 wziął udział w kolejnej edycji turnieju, tym razem wygrywając go, w finale pokonując Koyę Urabe jednogłośnie na punkty.
17 lutego 2012 został mistrzem świata ISKA w wadze lekko półśredniej po znokautowaniu Francuza Charlesa François, natomiast prawie rok później 14 stycznia 2013 wygrał grand prix organizacji Krush i został mistrzem po pokonaniu w finale Francuza Abdellaha Ezbiriego na punkty po dogrywce. Po tych sukcesach 3 maja 2013 został zaproszony do turnieju Glory 65 kg Slam Tournament mającym wyłonić najlepszego zawodnika wagi piórkowej w organizacji Glory. Kubo ostatecznie wygrał turniej pokonując kolejno Koreańczyka Lim Chi-Bina, Kanadyjczyka Gabriela Vargę i w finale rodaka Masaaki Noiriego, wszystkich jednogłośnie na punkty.
1 września 2013 stracił mistrzostwo Krush na rzecz Masaaki Noiriego, z którym przegrał w rewanżu na punkty. 21 grudnia tego samego roku na gali Glory 13 w Tokio przegrał z Marokańczykiem Mosabem Amranim na punkty. Po tej porażce Kubo zakończył współpracę z Glory i wrócił do rodzimego K-1 gdzie w latach 2014–2016 gdzie nie odnosił żadnych sukcesów. W tym czasie dwukrotnie starał się wygrać turniej K-1 w wadze do 65 kg jednak za każdym razem zawody kończył na półfinale będąc nokautowanym najpierw przez Taja Kaewa Fairtex (4 listopada 2014) następnie przez Hideaki Yamazakiego (4 marca 2016).
18 września 2017 po raz trzeci (od ponownego związania się z K-1) wziął udział w K-1 World GP ostatecznie wygrywając turniej, tym razem kategorię wyżej (do 67,5 kg), pokonując jednego wieczoru trzech rywali i zostając nowym mistrzem K-1 w tejże wadze. 21 marca 2018 podczas mistrzowskiej gali K-1: K’Festa 1 obronił tytuł K-1 wagi półśredniej w starciu z Melsikiem Baghdasaryanem którego pokonał na punkty.

## Osiągnięcia[1]
- 2007: mistrz NJKF w wadze piórkowej
- 2007: mistrz świata WPMO w wadze super piórkowej
- 2010: K-1 World MAX 2010 -63kg Japan Tournament – finalista turnieju
- 2011: K-1 World MAX 2011 -63kg Japan Tournament – 1. miejsce
- 2012: mistrz świata ISKA w wadze lekko półśredniej
- 2013: Krush Grand Prix – 1. miejsce w wadze -67 kg
- 2013: mistrz Krush w wadze -67 kg
- 2013: Glory 8: Tokyo - 65 kg Slam Tournament – 1. miejsce w wadze piórkowej
- 2017: K-1 World GP 2016 -67,5 kg World Tournament – 1. miejsce w wadze półśredniej
- 2017: mistrz K-1 w wadze półśredniej

## Lista zawodowych walk w MMA
| Wynik     | Bilans | Przeciwnik (bilans przed walką) | Rozstrzygnięcie                     | Runda | Czas | Rozgrywki        | Data       | Miejsce | Uwagi                                                                      |
| --------- | ------ | ------------------------------- | ----------------------------------- | ----- | ---- | ---------------- | ---------- | ------- | -------------------------------------------------------------------------- |
| Przegrana | 5-2    | Razhabali Shaydullaev (11-0)    | TKO (ciosy pięściami)               | 2     | 2:30 | Rizin 49: Decade | 31.12.2024 | Saitama |                                                                            |
| Wygrana   | 5-1    | Yutaka Saito (21-8-2)           | TKO (kopnięcie frontalne na korpus) | 2     | 4:19 | Super Rizin 3    | 28.07.2024 | Saitama |                                                                            |
| Wygrana   | 4-1    | Ryogo Takahashi (14-8)          | Decyzja (jednogłośna)               | 3     | 5:00 | Rizin Landmark 9 | 23.04.2024 | Kobe    | Powrót do kategorii piórkowej.                                             |
| Wygrana   | 3-1    | Rukiya Anpo (0-0)               | Poddanie (duszenie zza pleców)      | 1     | 4:28 | Rizin 45         | 31.12.2023 | Saitama | Pojedynek na specjalnych zasadach (2x5 minut). Debiut w kategorii lekkiej. |
| Wygrana   | 2-1    | Takeaki Kinoshita (6-6-1)       | Decyzja (niejednogłośna)            | 3     | 5:00 | Rizin 43         | 24.06.2023 | Japonia |                                                                            |
| Wygrana   | 1-1    | Keisuke Okuda (0-4)             | TKO (łokcie i ciosy pięściami)      | 1     | 4:43 | Rizin Landmark 4 | 06.11.2022 | Nagoja  |                                                                            |
| Przegrana | 0-1    | Shinobu Ōta (0-1)               | Decyzja (jednogłośna)               | 3     | 5:00 | Rizin 30         | 19.09.2021 | Saitama | Debiut w zawodowym MMA, kategorii piórkowej oraz Rizin FF.                 |